# بیلی بلث
بیلی بلث (انگلیسی: Billy Blyth; ۱۷ ژوئن ۱۸۹۵ – ۱ ژوئیهٔ ۱۹۶۸) ورزشکار فوتبال اهل بریتانیا بود.
از باشگاه‌هایی که در آن بازی کرده‌است می‌توان به باشگاه فوتبال منچستر سیتی، باشگاه فوتبال بیرمنگام سیتی، و باشگاه فوتبال آرسنال اشاره کرد.